# Zaljev Svih Svetih
Zaljev Svih svetih (por. Baía de Todos os Santos) je glavni zaljev brazilske države Bahie, koji je po zaljevu dobio i ime. Nalazi se na istočnoj obali Brazila, a okružuje dio glavnog grada Bahie Salvadora i izlazi na Atlantski ocean. Prostire se na 1,223 km2, što ga čini najvećim zaljevom u Brazilu.
Farol da Barra (Svjetionik Barra), na mjestu povijesne utvrde, nalazi se na ulazu u zaljev. Zaljev Svih Svetih plitak je većim dijelom svoje površine s prosječnom dubinom od 9.8 metara. Rijeka Paraguaçu putuje 500 km ulijeva se u zaljev, a obalna nizina bazena Reconcavo nalazi se na njegovom ulazu. Sadrži 91 otok, a najveći je otok Itaparica na njegovom ulazu. Drugi važni otoci uključuju Ilha dos Frades, ilha de Maré, ilha de Bom Jesus i mali Ilha do Medo.

## Povijest
Talijanski istraživač Amerigo Vespucci bio je prvi Europljanin koji je uplovio u zaljev, tijekom svoje druge ekspedicije u Ameriku, na blagdan Svih svetih (1. studenoga) 1501. Nazvao ga je po datumu i svojoj župnoj crkvi u Firenci San Salvatore di Ognissanti. U početku su zaljev, njegovo glavno naselje i kapetanija oko njega dijelili isto ime, ali su se s vremenom razlikovali, država je postala jednostavno Bahia, zaljev je postao Zaljev svih svetih, a grad je postao prvo Bahia, a sada (obično) Salvador.
Godine 1501., godinu dana nakon dolaska flote Pedra Álvaresa Cabrala u Porto Seguro, Gaspar de Lemos stigao je u Zaljev Svih Svetih i oplovio veći dio obale Bahie. Prvi Europljanin koji se iskrcao u Morro de São Paulo bio je Martim Afonso de Sousa 1531. godine, dok je vodio ekspediciju zaduženu za istraživanje obale novog kontinenta.
Salvador je početkom 18. stoljeća bio glavna robovska luka za polja šećerne trske u Brazilu. U vrijeme lova na kitove to je također bilo popularno mjesto, budući da je zaljev bio mjesto za parenje kitova.
Sjeveroistočna obala Zaljeva Svih Svetih dom je prvih aktivnih naftnih polja u Brazilu. Općina São Francisco do Conde, na sjeveru zaljeva, ostaje luka koja opslužuje rafinerije nafte u Mataripeu. Zaljev je jaružan od luke do Atlantskog oceana kako bi ostao otvoren za plovidbu.

## Vanjske poveznice
|  | Zajednički poslužitelj ima još gradiva o temi Zaljev Svih Svetih |

- (šp.)" Plano de la Bahia de todos Santos situada en la costa meridional del Brasil ", španjolska karta Zaljeva Svih Svetih iz 19. stoljeća